# Rivière Goodwood
Pour les articles homonymes, voir Goodwood.
La rivière Goodwood est un affluent de la rive est de la rivière Caniapiscau dont le courant se déverse successivement dans la rivière Koksoak, puis dans la baie d'Ungava. La rivière Goodwood coule vers le nord dans le territoire non organisé de la rivière-Koksoak, dans le Nunavik, dans la région administrative du Nord-du-Québec, au Québec, au Canada.

## Géographie
Les bassins versants voisins de la rivière Goodwood sont :
- côté nord : rivière Caniapiscau, rivière Sérigny ;
- côté est : rivière Swampy Bay, lac Wakuach, lac Ribero ;
- côté sud : réservoir Caniapiscau, rivière Howell (Labrador), Lac Attikamagen (Labrador) ;
- côté ouest : rivière du Sable (Caniapiscau), rivière Caniapiscau, réservoir Caniapiscau.

La rivière Goodwood prend sa source à 742 m d'altitude, à 33,5 km au nord-ouest du village de Schefferville, sur le versant nord d'un sommet atteignant 846 m, près de la ligne de partage des eaux entre les bassins versants de :
- l'Atlantique (zone drainée par le ruisseau Joan Brook provenant du lac Joan au Labrador) ;
- la baie d'Ungava (drainé par les rivières Goodwood et ruisseau Lespinay lequel se déverse dans la rivière Swampy Bay).

Cette zone de tête de la rivière Goodwood est située au Québec, au sud-est des lacs Harry et Gilles, ainsi qu'à l'ouest de la rivière Swampy Bay. À partir de cette zone de tête, la rivière Goodwood coule sur 9,8 km vers le nord-ouest, puis le sud-ouest, jusqu'à la rive est du « lac de la Frontière » (longueur : 2,4 km ; altitude : 526 m) que le courant traverse vers l'ouest sur 1,3 km. Le courant traverse un petit détroit de 0,4 km vers le sud-ouest passant à 1,2 km au nord-ouest du lac Howells au Labrador), en zone de marais, pour se déverser au fond de la baie au sud-est du lac Harris (longueur : 5,3 km ; altitude : 526 m) que le courant traverse vers le nord-ouest sur sa pleine longueur. Ce dernier lac est connecté au lac Gillespie que le courant traverse sur 6,6 km.
À partir de l'embouchure du lac Gillespie, la rivière Goodwood coule à priori vers le nord-ouest en traversant le lac Pailleraut (altitude : 483 m), vers le sud-ouest en traversant le lac du Canoë (altitude : 463 m) et deux autres lacs sans nom.
À partir de la décharge (venant du sud) d'un ensemble de lac, la rivière Goodwood coule sur :
- 42,8 km vers le nord-ouest, en s'éloignant de la frontière Québec-Labrador. Dans ce segment, la rivière compte neuf grandes îles ;
- 9,0 km vers l'ouest, comptant deux grandes îles, jusqu'à son embouchure où elle se déverse sur la rive sud dans un coude de la rivière Caniapiscau, à 3,5 km en aval du canyon Eaton.

La rivière Goodwood se déverse sur la rive sud de la rivière Caniapiscau à :
- 14,0 km en amont de l'embouchure de la rivière du Sable ;
- 55,6 km en amont de l'embouchure de la rivière Bras de Fer ;
- 128,6 km en amont du réservoir Caniapiscau ;
- 50,4 km en amont de l'embouchure de la rivière Sérigny.

## Toponymie
En 1944, la Commission de géographie du Québec a accrédité l'appellation rivière Goodwood pour désigner ce cours d'eau. La dénomination Goodwood figure dans le Rapport d'exploration dans la péninsule du Labrador (1895), rédigé par Albert Peter Low. La variante française, rivière du Bon-bois, figure dans la version française de cet ouvrage incluse dans les Extraits de rapports sur le district d'Ungava publié par le ministère de la Colonisation, des Mines et des Pêcheries en 1915.
Ces appellations françaises et anglaises de la rivière ont vraisemblablement succédé aux équivalents toponymiques de cette rivière en langues autochtones. Les Naskapis utilisent « Katataskastikw » ou « Katataskastiku » pour désigner la rivière, signifiant rivière boisée des deux côtés ou, selon d'autres sources, les deux côtés de la rivière sont à niveau et couverts d'épinettes. Pour désigner cette rivière, les Montagnais utilisent l'appellation « Katataskutekuau Shipu », dont le sens reste inconnu. Par ailleurs, ces derniers utilisent l'appellation « Kameneshit Mestukut », signifiant « où il y a du bon bois », pour désigner la région du cours inférieur de la rivière Goodwood. Ils utilisent  la variante « Kattatashkueian Shipu », signifiant « la rivière où le bois est de même hauteur ».
Le toponyme rivière Goodwood a été officialisé le 5 décembre 1968 par la Commission de toponymie du Québec.